# Mother's Finest (album)
Mother's Finest is het debuutalbum uit 1972 van de funk-rockgroep Mother's Finest uit Atlanta op het RCA-label. Het album verkocht mondjesmaat en ook de band was ontevreden over het resultaat. Er is nog een tweede album opgenomen voor RCA, maar dit is officieel nooit uitgebracht.

## Tracks
1. "Love is all I need (It's too hard to carry on)" (Seay-Kennedy) - 3:44
2. "You move me" (Murdock-Keck) - 4:01
3. "You'll like it 'Hear'" (Keck) - 4:35
4. "Dear Sir and Brother Mann" (Moore-Murdock) - 3:39
5. "Feelin' Alright" (Mason) - 4:32
6. "It's what you do with what you got" (Barry-Bloom) - 3:38
7. "Sweeten the air you breath" (Keck) - 3:09
8. "You make me feel so good" (Murdock-Kennedy) - 4:03
9. "Love the one you're with" (Stills) - 3:19

## Bezetting
- Joyce "Baby Jean" Kennedy – zang en percussie
- Glenn Murdock – zang en percussie
- Mike Keck – keyboard, achtergrondzang
- Jerry "Wiz" Seay – basgitaar
- Gary "Mo" Moore – gitaar
- Donny Vosburgh - drum

## Productie
- Productie: Hank Medress en Dave Appell
- Opname: Century Sound, New York
- Geluid: Bill Radice (met dank aan Tom Coleman)